# Staging (Datenbank)
Staging ist ein Prozess oder Bereich der Informationsintegration, in dem Daten in einem Datenbereich (engl.: staging area, der Bereitstellungsraum oder Sammelplatz beim Militär) temporär zwischengespeichert oder bearbeitet werden, um sie dort zu bereinigen, zu transformieren oder zu migrieren. Nach dem Bereinigungs-, Transformationsschritt oder Bearbeitungsschritt werden die Daten in eine Zieldatenbank oder in eine Produktionsumgebung geschoben.

## Staging im ETL-Prozess
Staging wird typischerweise bei der Implementierung eines ETL-Prozesses verwendet. Dieser Prozess dient dazu, Daten aus einer Reihe von operativen Datenbanken in einer zentralen Datenbank – häufig ein Datenlager (data warehouse) – zusammenzuführen. Dort können die Daten mittels Methoden wie u. a. OLAP, Data-Mining, Text Mining analysiert werden.

### Staging-Area
Die Daten werden dabei zunächst aus den Datenquellen extrahiert (Extract) und in der Staging-Area gesammelt und zwischengespeichert. Dort werden die Daten bereinigt (cleanse, scrub) und transformiert (Transform). Die so aufbereiteten Daten werden abschließend von der Staging-Area in die Zieldatenbank übertragen (Load).